# Музалевка (Курская область)
Музалевка — село в Фатежском районе Курской области России. Входит в состав Банинского сельсовета.

## География
Село находится в бассейне Ржавца (приток Красавки в бассейне Свапы), в 107 км от российско-украинской границы, в 54 км к северо-западу от Курска, в 9 км к северо-востоку от районного центра — города Фатеж, в 6 км от центра сельсовета — посёлка Чермошной.
Климат
Музалевка, как и весь район, расположена в поясе умеренно континентального климата с тёплым летом и относительно тёплой зимой (Dfb в классификации Кёппена).
Часовой пояс
Село Музалевка, как и вся Курская область, находится в часовой зоне МСК (московское время). Смещение применяемого времени относительно UTC составляет +3:00.

## Население
| 2002 | 2010 |
| ---- | ---- |
| 53   | ↘46  |

## Инфраструктура
Личное подсобное хозяйство. В селе 38 домов.

## Транспорт
Музалевка находится в 2,5 км от автодороги федерального значения М2 «Крым» (Москва — Тула — Орёл — Курск — Белгород — граница с Украиной) как часть европейского маршрута E105, в 5,5 км от автодороги регионального значения 38К-002 (Верхний Любаж — Поныри), в 1 км от автодороги межмуниципального значения 38Н-252 (М-2 «Крым» — Сотниково), в 27,5 км от ближайшей ж/д станции Возы (линия Орёл — Курск).
В 177 км от аэропорта имени В. Г. Шухова (недалеко от Белгорода).